# Villedieu-lès-Bailleul
Villedieu-lès-Bailleul ist eine französische Gemeinde mit 207 Einwohnern (Stand: 1. Januar 2022) im Département Orne in der Region Normandie (vor 2016 Basse-Normandie). Sie gehört zum Arrondissement Argentan und ist Mitglied im Gemeindeverband Terres d’Argentan Interco. Die Einwohner werden Théocitadins und Théocitadines genannt.

## Geografie

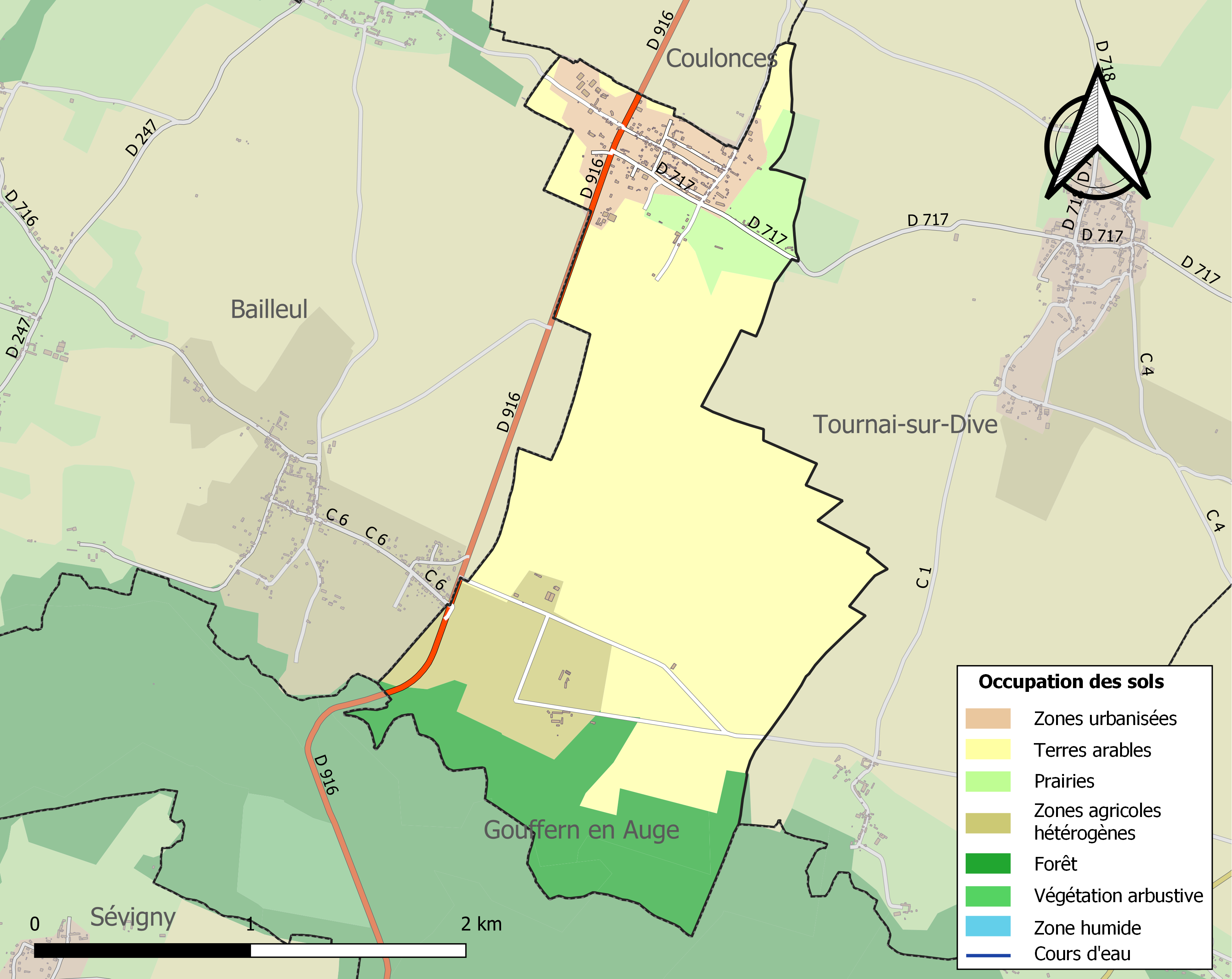
Bodennutzung und Infrastruktur der Gemeinde (2018)

Villedieu-lès-Bailleul liegt etwa acht Kilometer nordnordöstlich von Argentan und etwa 43 Kilometer nördlich von Alençon in der Région naturelle Pays d’Auge. Das Gemeindegebiet wird vom zeitweise trockenfallenden Ruisseau du Pont aux Ânes entwässert. Das Zentrum liegt auf einer Höhe von etwa 140 m. Das Relief des Gebiets steigt von Nord nach Süd an mit minimal 110 m im äußersten Norden und maximal 219 m im Süden.
Teile des Gebiets von Villedieu-lès-Bailleul gehören zu dem ZNIEFF-Naturzonen „Forêts de Petite et Grande Gouffern“ (250008495) und „Carrière de Villedieu-lès-Bailleul“ (250013507). Rund 76 % der Fläche der Gemeinde werden landwirtschaftlich, vor allem als Kulturland genutzt, rund 16 % sind bewaldet, vor allem durch den Anteil am Forêt de Grande Gouffern im Süden, rund 8 % entfallen auf bebaute Flächen (Stand: 2018).
Umgeben wird Villedieu-lès-Bailleul von den Nachbargemeinden Coulonces im Norden, Tournai-sur-Dive im Osten, Gouffern en Auge im Südosten und Süden sowie Bailleul im Westen.

## Geschichte
Im Jahre 1821 wurde die Gemeinde Tertu eingegliedert.

## Bevölkerungsentwicklung
| Villedieu-lès-Bailleul: Einwohnerzahlen von 1793 bis 2020                                                                  | Villedieu-lès-Bailleul: Einwohnerzahlen von 1793 bis 2020 | Villedieu-lès-Bailleul: Einwohnerzahlen von 1793 bis 2020 | Villedieu-lès-Bailleul: Einwohnerzahlen von 1793 bis 2020 | Villedieu-lès-Bailleul: Einwohnerzahlen von 1793 bis 2020 |
| --- | --------------------------------------------------------- | --------------------------------------------------------- | --------------------------------------------------------- | --------------------------------------------------------- |
| Jahr |                                                           |                                                           |                                                           | Einwohner                                                 |
| 1793 | 1793                                                      |                                                           | 272                                                       | 272                                                       |
| 1800 | 1800                                                      |                                                           | 253                                                       | 253                                                       |
| 1806 | 1806                                                      |                                                           | 234                                                       | 234                                                       |
| 1821 | 1821                                                      |                                                           | 303                                                       | 303                                                       |
| 1836 | 1836                                                      |                                                           | 314                                                       | 314                                                       |
| 1841 | 1841                                                      |                                                           | 292                                                       | 292                                                       |
| 1846 | 1846                                                      |                                                           | 296                                                       | 296                                                       |
| 1851 | 1851                                                      |                                                           | 282                                                       | 282                                                       |
| 1856 | 1856                                                      |                                                           | 292                                                       | 292                                                       |
| 1861 | 1861                                                      |                                                           | 289                                                       | 289                                                       |
| 1866 | 1866                                                      |                                                           | 289                                                       | 289                                                       |
| 1872 | 1872                                                      |                                                           | 238                                                       | 238                                                       |
| 1876 | 1876                                                      |                                                           | 240                                                       | 240                                                       |
| 1881 | 1881                                                      |                                                           | 236                                                       | 236                                                       |
| 1886 | 1886                                                      |                                                           | 226                                                       | 226                                                       |
| 1891 | 1891                                                      |                                                           | 223                                                       | 223                                                       |
| 1896 | 1896                                                      |                                                           | 199                                                       | 199                                                       |
| 1901 | 1901                                                      |                                                           | 189                                                       | 189                                                       |
| 1906 | 1906                                                      |                                                           | 183                                                       | 183                                                       |
| 1911 | 1911                                                      |                                                           | 175                                                       | 175                                                       |
| 1921 | 1921                                                      |                                                           | 159                                                       | 159                                                       |
| 1926 | 1926                                                      |                                                           | 174                                                       | 174                                                       |
| 1931 | 1931                                                      |                                                           | 183                                                       | 183                                                       |
| 1936 | 1936                                                      |                                                           | 171                                                       | 171                                                       |
| 1946 | 1946                                                      |                                                           | 151                                                       | 151                                                       |
| 1954 | 1954                                                      |                                                           | 178                                                       | 178                                                       |
| 1962 | 1962                                                      |                                                           | 143                                                       | 143                                                       |
| 1968 | 1968                                                      |                                                           | 168                                                       | 168                                                       |
| 1975 | 1975                                                      |                                                           | 192                                                       | 192                                                       |
| 1982 | 1982                                                      |                                                           | 159                                                       | 159                                                       |
| 1990 | 1990                                                      |                                                           | 191                                                       | 191                                                       |
| 1999 | 1999                                                      |                                                           | 212                                                       | 212                                                       |
| 2006 | 2006                                                      |                                                           | 236                                                       | 236                                                       |
| 2013 | 2013                                                      |                                                           | 218                                                       | 218                                                       |
| 2020 | 2020                                                      |                                                           | 215                                                       | 215                                                       |
| Quelle(n): EHESS/Cassini bis 1999, INSEE ab 2006 Anmerkung(en): Ab 1962 offizielle Zahlen ohne Einwohner mit Zweitwohnsitz |                                                           |                                                           |                                                           |                                                           |

## Sehenswürdigkeiten
- Kirche Saint-Jean-Baptiste aus dem 16. Jahrhundert
- Kapelle von Tertu
- Kommende des Johanniterordens mit Kirche aus dem 16. Jahrhundert
- Herrenhaus Vaux, 1414 erbaut

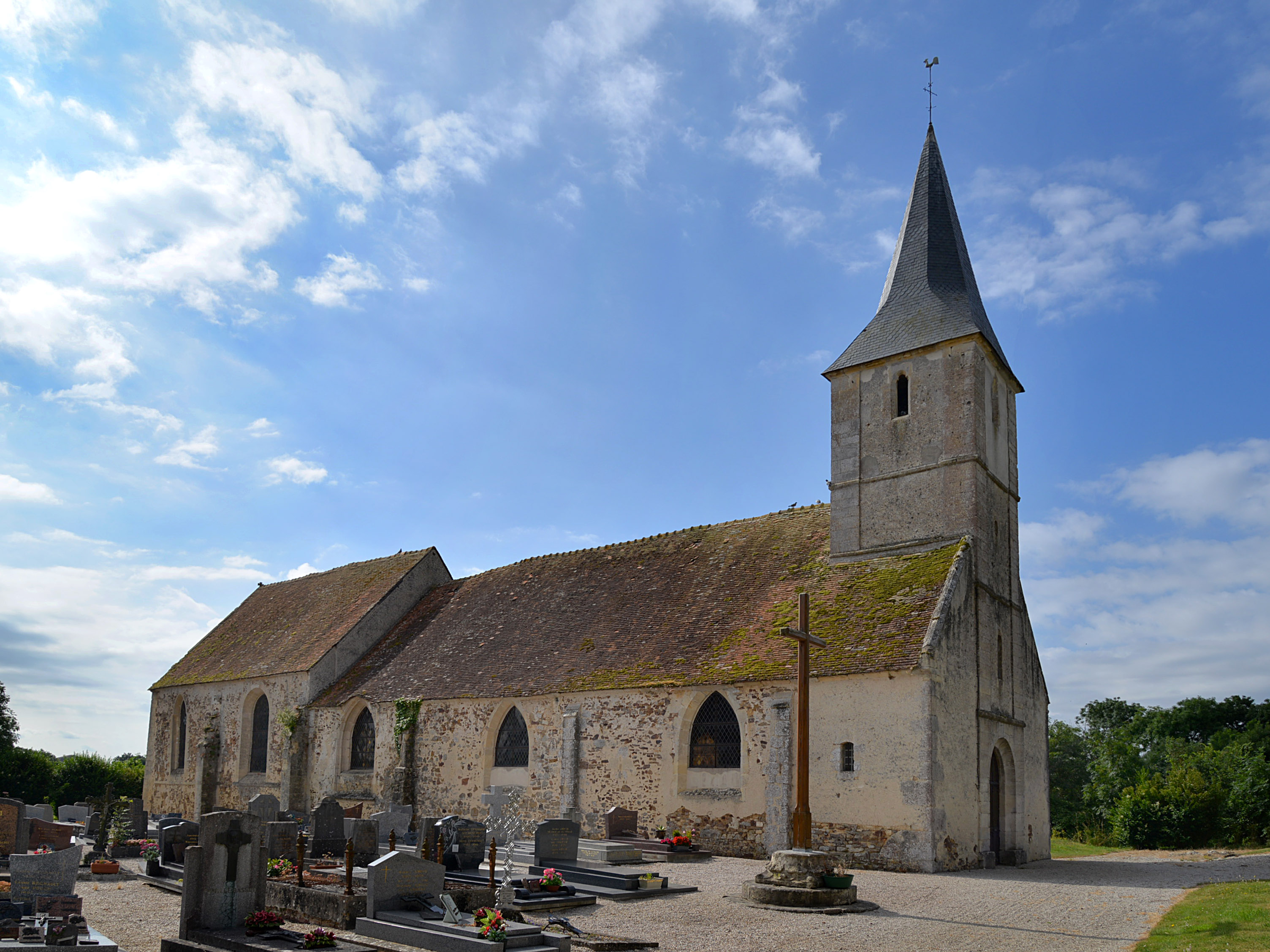
Kirche Saint-Jean-Baptiste
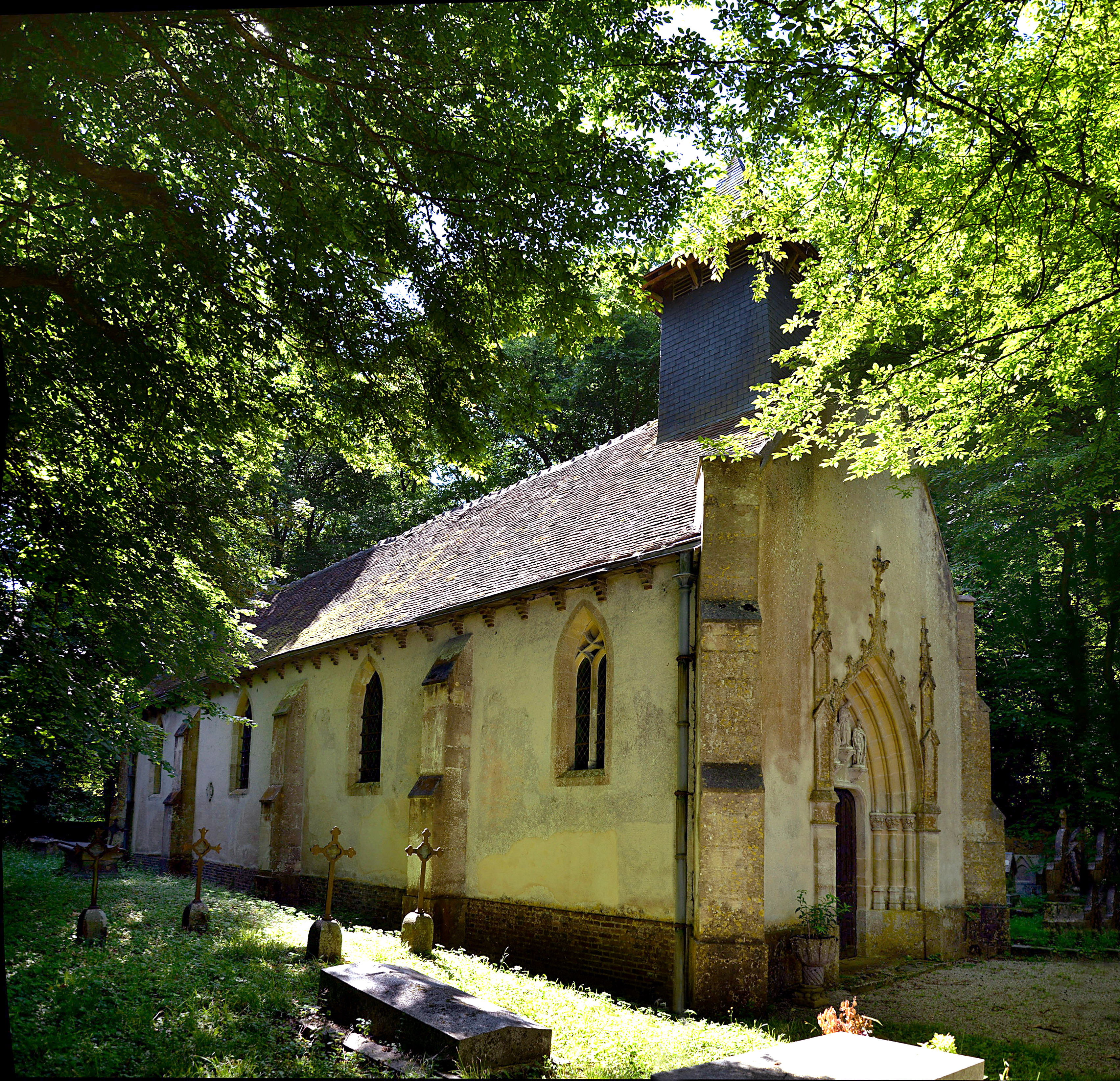
Kapelle von Tertu

## Verkehr
Die Departementsstraße, D 916, die ehemalige Route nationale 816 von Vimoutiers nach Couterne, durchquert das Gemeindegebiet im Nordwesten und im Südwesten jeweils auf kurzen Abschnitten. Die nachgeordnete Departementsstraße D 717 und lokale Landstraßen verbinden das Zentrum mit den Weilern der Gemeinde und Nachbargemeinden.